# Municipio de York (condado de Darke)
El municipio de York (en inglés: York Township) es un municipio ubicado en el condado de Darke en el estado estadounidense de Ohio. En el año 2010 tenía una población de 503 habitantes y una densidad poblacional de 8,94 personas por km².

## Geografía
El municipio de York se encuentra ubicado en las coordenadas 40°15′26″N 84°34′27″O / 40.25722, -84.57417. Según la Oficina del Censo de los Estados Unidos, el municipio tiene una superficie total de 56.26 km², de la cual 56,17 km² corresponden a tierra firme y (0,15 %) 0,08 km² es agua.

## Demografía
Según el censo de 2010, había 503 personas residiendo en el municipio de York. La densidad de población era de 8,94 hab./km². De los 503 habitantes, el municipio de York estaba compuesto por el 99,6 % blancos, el 0,2 % eran afroamericanos y el 0,2 % eran de una mezcla de razas. Del total de la población el 0 % eran hispanos o latinos de cualquier raza.